# چینتامونی کار
چینتامونی کار (انگلیسی: Chintamoni Kar; ۱۹ آوریل ۱۹۱۵ – ۳ اکتبر ۲۰۰۵) مجسمه‌ساز اهل هند بود.
از افتخارات وی میتوان به کسب مدال نقره مجسمه‌سازی تندیس در بخش مسابقات هنری بازی‌های المپیک تابستانی ۱۹۴۸ به نمایندگی کشور بریتانیا اشاره کرد.